# Super Mario Bros. Wonder
Super Mario Bros. Wonder ist ein 2023 von Nintendo veröffentlichtes Jump-’n’-Run für die Nintendo Switch. Der Teil der Super-Mario-Reihe ist der erste originale Konsolentitel der seitwärts scrollenden 2D-Mario-Spiele seit der Veröffentlichung von New Super Mario Bros. U im Jahr 2012.
Das Spiel bietet neue Power-Ups und das spielbare Debüt von Prinzessin Daisy in der Hauptreihe der Super-Mario-Spiele. Es wurde von der Fachpresse durchweg äußerst positiv aufgenommen und konnte sich in den ersten zwei Wochen nach Veröffentlichung weltweit über 4,3 Millionen Mal verkaufen, was es zum meistverkauften Mario-Spiel in diesem Zeitraum macht. Bis Ende März 2024 wurde das Spiel 13,44 Millionen Mal verkauft.

## Gameplay
Bis zu vier Spieler können in die Rollen von Mario, Luigi, Prinzessin Peach, Prinzessin Daisy, Toad, Toadette, Yoshi und Mopsie schlüpfen und mit Hilfe von sprechenden Blumen das Blumenreich erkunden. Ähnlich wie in früheren Spielen der Super-Mario-Bros.-Reihe besteht das Ziel darin, Mario zu einem Fahnenmast am Ende eines Levels zu führen, dabei Gegnern (wie Gumbas und Piranha-Pflanzen) auszuweichen und sich durch Warp-Röhren zu bewegen. Außerdem gibt es in jedem Level mehrere Wundersamen einzusammeln.
Super Mario Bros. Wonder bietet eine Vielzahl neuer Power-Ups, wie z. B. eine Frucht, die den Spieler in eine Elefantenfigur verwandelt. Ein neues Power-Up, die Wunderblume, löst verschiedene bizarre Effekte aus, die sich je nach Level unterscheiden. Nintendo erklärt, dass diese „Wundereffekte“ es dem Spieler ermöglichen, „Röhren zum Leben zu erwecken, als riesiger Stachelball Chaos anzurichten und noch mehr unerwartete Ereignisse zu erleben“, wie z. B. „Horden von Gegnern erscheinen und Charaktere verändern ihr Aussehen“.

## Entwicklung
Die Entwicklung von Super Mario Bros. Wonder begann bereits um 2019, wobei das Team bewusst keine feste Deadline hatte, um kreativen Ideen mehr Raum zu geben. Produzent Takashi Tezuka erklärte in einem Interview, man habe das Team ermutigt, ausgiebig zu experimentieren, anstatt sich durch knappe Zeitvorgaben einschränken zu lassen.
Das zentrale Gameplay-Element, die sogenannten „Wonder-Flowers“, entstand aus einer umfangreichen Brainstorming-Phase, bei der das Team über 2.000 Ideen einreichte, aus denen anschließend die finalen Wunder-Effekte ausgewählt wurden.
Ein interessanter Entwicklungsmoment betraf das Elefanten-Power-Up („Elefanten-Mario“): Shigeru Miyamoto mochte die ursprüngliche Idee nicht. Während der Prototyp-Phase bezeichnete er das Design als unpassend („sieht nicht wie ein Mario-Charakter aus“) und kritisierte auch die Animation beim Wassersprühen – „wenn ein Elefant wirklich Wasser spritzen würde, würde er sich so nicht bewegen“. Diese Kritik führte zu einer Überarbeitung.
Auch die Soundgestaltung erhielt besondere Aufmerksamkeit: Soundregisseur Koji Kondo legte Wert darauf, dass die Geräusche der Elefanten-Schritte und der spezielle Ausruf „wowie zowie“ beim Einsatz des Power-Ups markant und einprägsam wirken.

## Rezeption
Super Mario Bros. Wonder wurde laut Wertungsaggregator Metacritic mit „durchgängigem Kritikerlob“ von der Computerspielpresse aufgenommen. Laut OpenCritic empfehlen 98 Prozent der Rezensenten das Spiel.
Lukas Schmid von PC Games lobte die Freiheiten, welche der Spieler durch „lineare Pfade“ und „semi-frei erforschbare Areale“ gewinnt. Zudem sei „die Gestaltung der Level selbst eine wahre Freude“ mit abwechslungsreichen Leveln und Welten. Der Mehrspieler-Modus sei speziell im Online-Multiplayer nicht gelungen, da eigene Aktionen keine Auswirkungen auf Mitspieler haben und somit gegenüber dem Einzelspieler-Modus „keinerlei Mehrwert“ existiere.

„Die wenigen Makel, die das Spiel zweifellos hat, sind schwer erklärbar bis ärgerlich. Abseits davon gilt aber: Super Mario Bros Wonder ist 2D-Hüpfspiel-Spaß nahe an der Perfektion!“

Jonas Höger von 4Players bewertete speziell die „optische und auditive Präsentation“ des Spiels positiv, welche den Spielspaß und das Spektakel des Spiels transportiere. Allerdings gebe es kleinere Mängel wie eine „geringe Anzahl an Bosskämpfen“ und „mangelhaften Optionen“.